# Monticola sharpei bensoni

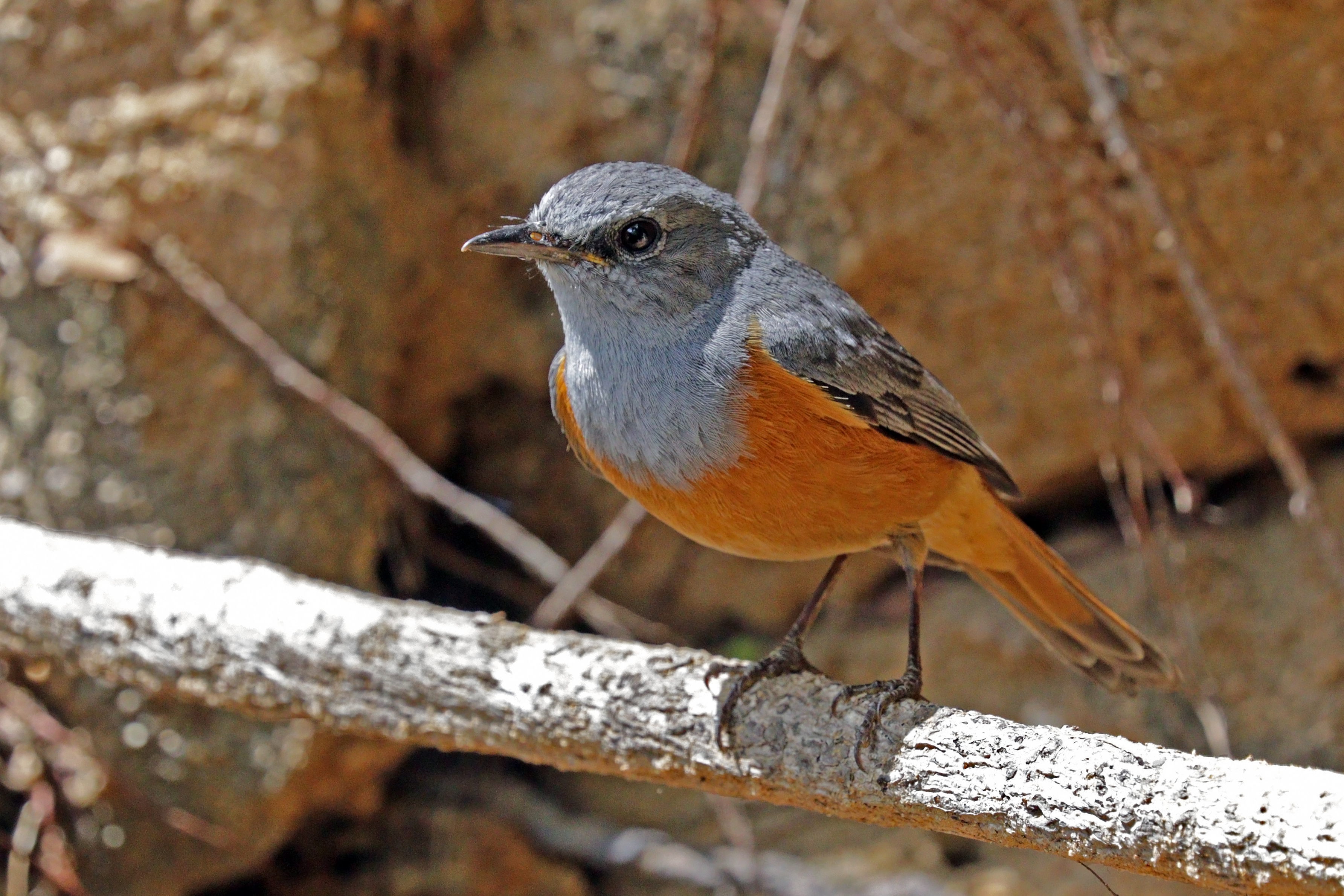
Exemplar macho da espécie em seu habitat natural

Monticola sharpei bensoni é uma subespécie de ave da família Muscicapidae.
É endémica de Madagáscar.
Os seus habitats naturais são: florestas secas tropicais ou subtropicais e matagal árido tropical ou subtropical.
Está ameaçada por perda de habitat.